# Sophie Monk
Sophie Charlene Akland Monk (Adelaide, 14 dicembre 1979) è una cantante e attrice australiana.

## Carriera
Ha fatto parte del gruppo pop Bardot con cui ha ottenuto svariati successi. Dopo lo scioglimento del gruppo ha iniziato una carriera da solista con l'album Calendar Girl. Ha partecipato inoltre al videoclip del singolo Always dei blink-182 (2004).
A metà anni 2000 partecipò a noti film come Hot Movie e Cambia la tua vita con un click.

## Filmografia
- The Mystery of Natalie Wood (2004)
- London, regia di Hunter Richards (2005)
- Hot Movie - Un film con il lubrificante (Date Movie), regia di Aaron Seltzer (2006)
- Cambia la tua vita con un click (Click), regia di Frank Coraci (2006)
- Tutti i numeri del sesso (Sex and Death 101), regia di Daniel Waters (2007)
- Le colline sanguinano (The Hills Run Red), regia di Dave Parker (2009)
- Spring Breakdown, regia di Ryan Shiraki (2009)
- 301 - La leggenda di Maximus il fichissimo (The Legend of Awesomest Maximus), regia di Jeff Kanew (2010)

## Doppiatrici italiane
- Laura Lenghi in Hot Movie - Un film con il lubrificante
- Francesca Fiorentini in Tutti i numeri del sesso
- Jolanda Granato ne Le colline sanguinano
- Monica Ward in 301 - La leggenda di Maximus il fichissimo

## Discografia

### Album
- Calendar Girl (2003)

### Singoli
- Inside Outside (2002)
- Get the Music On (2003)
- One Breath Away (2003)
- Nice To Meet You (2021)